# Rolls-Royce Phantom Drophead Coupé
Rolls-Royce Phantom Drophead Coupé – samochód sportowy klasy dużych aut luksusowych produkowany pod brytyjską marką Rolls-Royce w latach 2007 – 2017. 

## Historia i opis modelu

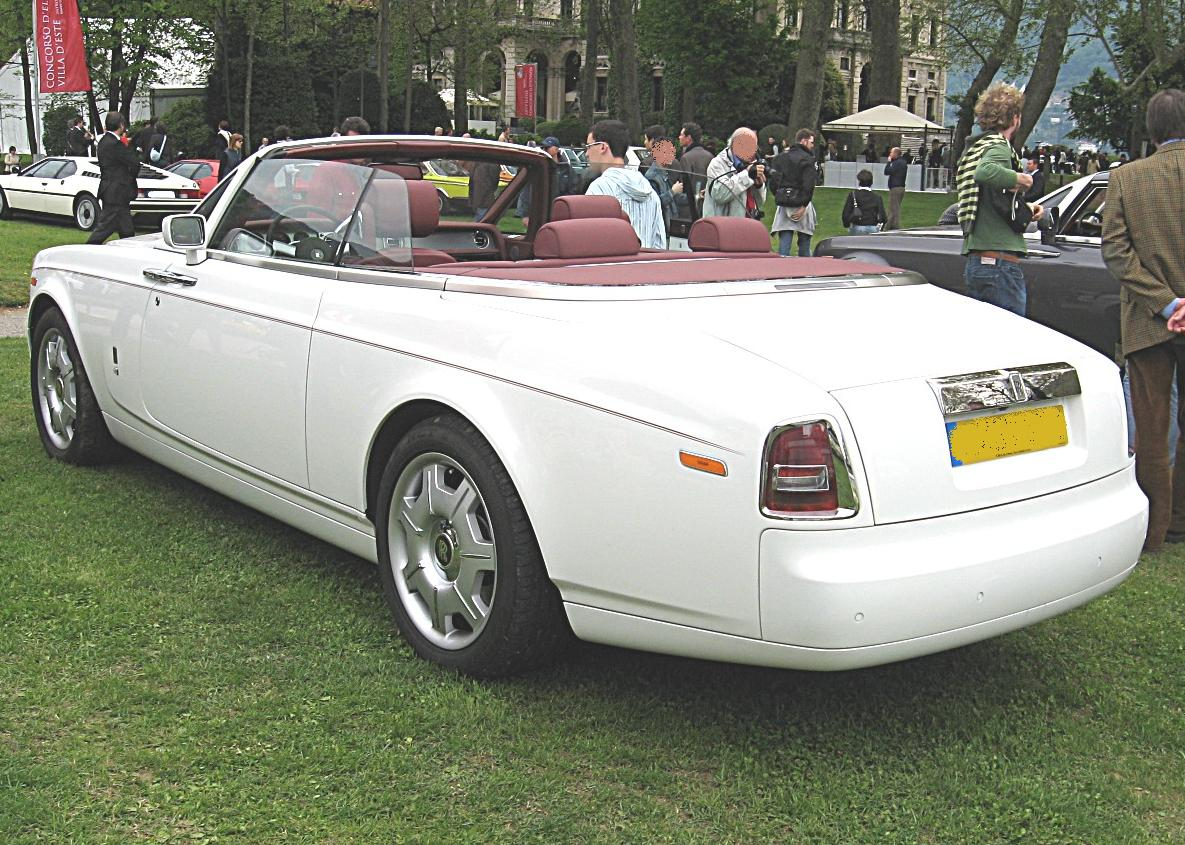
Rolls-Royce Phantom Drophead Coupé - tył

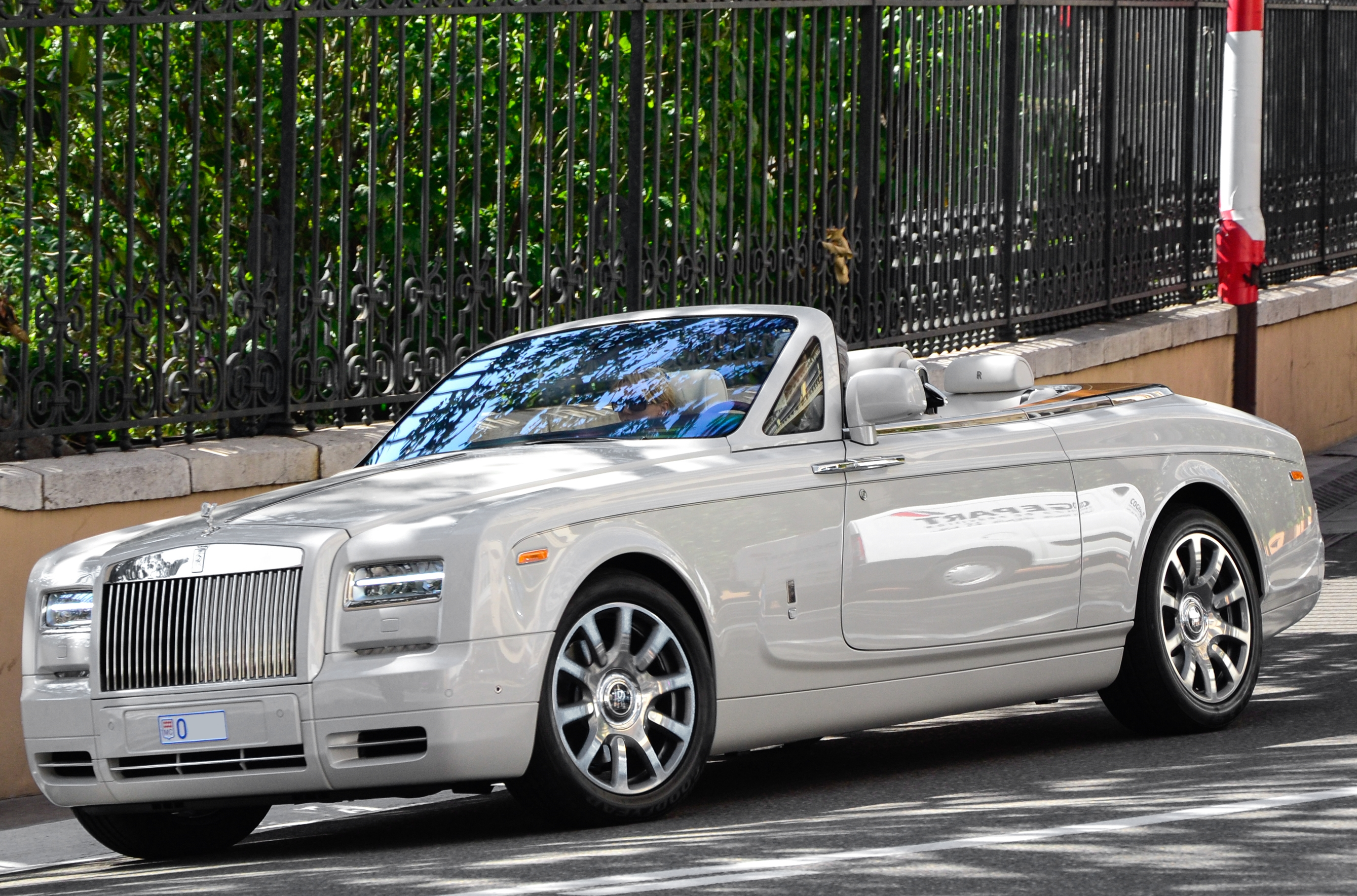
Rolls-Royce Phantom Drophead Coupé po liftingu

Dostępny jako 2-drzwiowy kabriolet, jest rozwinięciem siódmej generacji modelu Phantom. Został z niego zapożyczony silnik V12 o pojemności 6,75 litra. Moc przenoszona jest na koła tylne poprzez 6-biegową automatyczną skrzynię biegów.

### Silnik
- V12 6,75 l (6749 cm³), 4 zawory na cylinder, DOHC
- Średnica × skok tłoka: 92,00 mm × 84,60 mm
- Stopień sprężania: 11,0:1
- Moc maksymalna: 460 KM (338,5 kW) przy 5350 obr./min
- Maksymalny moment obrotowy: 720 N•m przy 3500 obr./min

### Osiągi
- Przyspieszenie 0-100 km/h: 5,9 s
- Prędkość maksymalna: 240 km/h